# Scar Tissue (livro)
Scar Tissue é uma obra literária estadunidense escrita em forma de autobiografia por Anthony Kiedis, vocalista da banda Red Hot Chili Peppers. Foi lançado em 2004 pela editora Hyperion, que compilou informações e entrevistou várias partes associadas ao enredo. A história segue Kiedis desde o seu nascimento, em 1962, até o início de 2004 e retrata a profundidade de suas experiências com o vício de drogas. O nome do título foi tirado da faixa Scar Tissue, single lançado cinco anos antes no álbum Californication de Red Hot Chili Peppers.

## História
O livro chegou em 1ª posição na New York Times Best Seller list e, em 30 de junho de 2006, uma versão audiobook foi liberada pelo Phoenix Áudio, lido por Rider Strong. Em 14 de outubro de 2011, foi anunciado que o canal FX adquirira os direitos para produzir uma série que seria baseada na autobiografia do cantor e teria um título homônimo. O projeto, que antes era da HBO, foi produzido pelo próprio Kiedis, juntamente com Mike Benson, Marc Abrams, e o produtor executivo Jason Weinberg.

## Sinopse
Segundo o livro, Kiedis teve sua primeira experiência com drogas quando estava com seu pai, Blackie Dammett, um ex-traficante, com 12 anos de idade. No momento em que sua banda se formou e se tornou mais popular na década de 1980, ele e o ex-colega de banda Hillel Slovak tinham vícios de drogas graves. Com a morte de Slovak por overdose em 1988, Kiedis escreveu que ficou tão abalado que saiu da cidade, perdendo o funeral. Kiedis não tinha ideia do que fazer sem o seu amigo. Sua morte só piorou as coisas e o levou a usar mais e mais drogas pesadas. Ele tentou ficar sóbrio depois, mas teve uma recaída em 1994, após receber medicamentos ao ter um dente arrancado. Ele afirma que sua nova data de sobriedade é 24 de dezembro de 2000. .